# Esponsais
Esponsais é a fase anterior e preparatória do casamento, mais conhecida simplesmente por noivado.
Presente no direito romano, os esponsais eram fase integrante do casamento e motivo para grande celebração, que culminaria com o próprio  casamento. O próprio nome "esponsais" decorre da palavra latina utilizada na solenidade que selava o compromisso: "spondere" (prometo), daí originando a denominação do instituto, "sponsalia". Embora tenha variado o grau de responsabilidade decorrente de tal ato, sempre acarretou um razoável número de direitos e deveres.

## Esponsais no direito brasileiro
No direito brasileiro esteve disciplinado expressamente pela lei de 6 de outubro de 1784 e pelos artigos 76 a 94 da Consolidação das Leis Civis de 1858, engendrada por Teixeira de Freitas.
O Código Civil de 1916 inaugurou nova fase do tratamento jurídico dos esponsais no Brasil, omitindo-se quanto à figura. Assim também o fez o Código Civil de 2002.
A referida ausência, todavia, não significa em absoluto que as esponsais não gerem nenhuma responsabilidade atualmente, vez que o artigo 186 do Código Civil de 2002 determina que aquele "que, por ação ou omissão voluntária, negligência ou imprudência, violar direito e causar dano a outrem, ainda que exclusivamente moral, comete ato ilícito”.
Complementando o artigo anterior, fixa o artigo 927 do mesmo texto legal que aquele "que, por ato ilícito (artigos 186 e 187), causar dano a outrem, fica obrigado a repará-lo”.